# Проколофономорфы
Проколофономорфы (лат. Procolophonomorpha) — отряд парарептилий, живших во времена пермского периода (290,1—252,3 млн лет назад) предшественники ранних рептилий. Группа включала разнородных существ, от ящерицеподобных (как представители надсемейства Procolophonoidea, или группы Nyctiphruretus и семейство Lanthanosuchidae), до крупных Pareiasauridae, напоминающих лишённых панциря черепах.
Прежде наиболее вероятным предком черепах рассматривались Procolophonia, но генетические исследования показали, что черепахи представляют собой диапсид с редуцированными височными окнами.

## Классификация
По данным сайта Paleobiology Database, на август 2019 года в отряд включают следующие вымершие таксоны до ранга подсемейства включительно:
- Клада Ankyramorpha deBraga & Reisz, 1996
  - Надсемейство Lanthanosuchoidea Efremov, 1940 — Лантанозухоиды[5]
    - Семейство Acleistorhinidae Daly, 1969
    - Семейство Lanthaniscidae Ivakhnenko, 2008
- Клада Nyctiphruretia Lee, 1995

- Семейство Nycteroleteridae Romer, 1956 — Никтеролетериды

- Клада (подотряд) Procolophonia Seeley, 1888 [syn. Procolophoniformes Lee, 1995, Procolophonii Seeley, 1888, orth. var.] — Проколофоны[1]
  - Клада Hallucicrania Lee, 1995
    - Семейство Lanthanosuchidae Efremov, 1940 — Лантанозухиды[7]
    - Надсемейство Pareiasauroidea Nopsca, 1928 или клада (инфраотряд) Pareiasauria Seeley, 1888 — Парейазавры[8]
      - Семейство Elginiidae Cope, 1896
      - Семейство Pareiasauridae Lydekker, 1889
      - Семейство Sclerosauridae Nopsca, 1923 (или подсемейство Sclerosaurinae Nopsca, 1923 в Procolophonidae)

  - Надсемейство Procolophonoidea Romer, 1956
    - Семейство Owenettidae Broom, 1939
    - Семейство Procolophonidae Lydekker, 1889
      - Подсемейство Leptopleuroninae Ivakhnenko, 1979 — Лептоплевронины[9]
      - Подсемейство Procolophoninae Nopcsa, 1928 — Проколофонины[9]